# 里什角

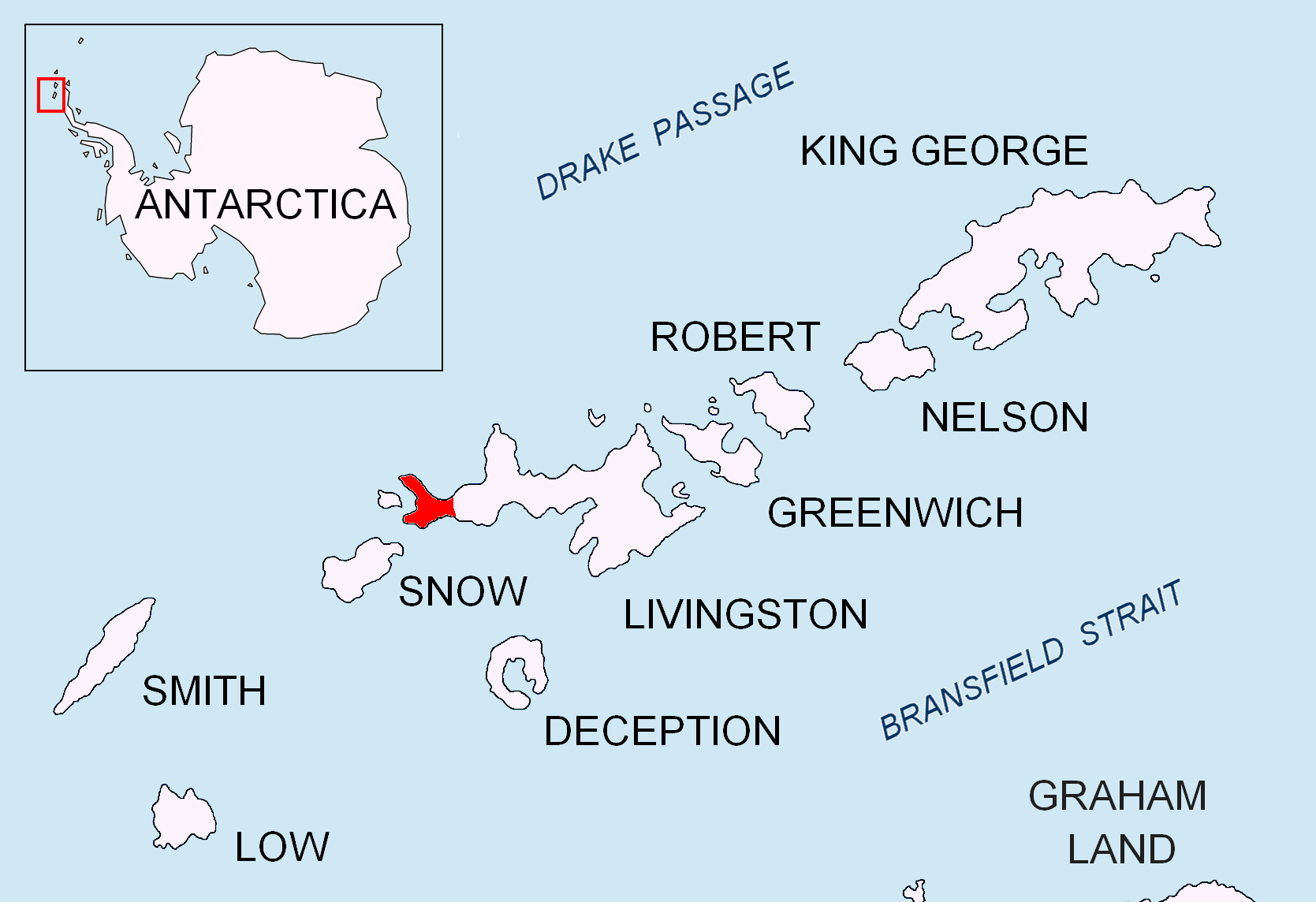

里什角是南極洲的海岬，位於南設得蘭群島中利文斯頓島的拜爾斯半島，處於阿馬多克角西北面2.3公里、克拉克冰原島峰西北面1.3公里和斯塔克波爾岩東北面1公里。
62°40′21″S 60°55′55″W / 62.67250°S 60.93194°W

## 外部連結
- Rish Point. （页面存档备份，存于） SCAR Composite Gazetteer of Antarctica.